# Farmàcia Guinart
La Farmàcia Guinart és un establiment situat al carrer Gran de Sant Andreu, 396 de Barcelona, catalogada com a de gran interès (categoria E1).

## Història
Va ser fundada el 15 de novembre del 1896 pel farmacèutic Anselm Guinart i Gonzàlez, i des d'alhesores s'ha mantingut sempre en mans de la mateixa família.

## Descripció
Establiment amb dues obertures al carrer de disseny idèntic. La decoració de la façana de la farmàcia combina diversos materials: ceràmica, fusta i ferro forjat. Es combinen les rajoles ondulades de color verd amb altres grogues amb motius florals en blau a mitja alçada. Tres mènsules de ferro forjat suporten la llinda, la central té un fanal, també de ferro forjat, amb vidres emplomats de colors del mateix estil que el dos quadres de vidres que hi ha sobre les portes. Els rètols són còpies dels originals, de fusta amb rajoles grogues amb les decoracions i lletres en blau i blanc. Les rajoles originals les va realitzar l'obrador Xumetra, del mateix Sant Andreu. Les portes són de fusta amb delicats ornaments de ferro forjat. La part baixa, ara de fusta, era de marbre ribetejat en negre.
L'interior conserva el mobiliari original de fusta de melis. Consisteix en un taulell amb un sobre de marbre amb plafons motllurats en el frontal i un moble amb prestatges adossats a les parets.